# Тиферет
Тифе́рет, или Тифэрет (др.-евр. תפארת‬; лат. транскрипция Tiferet; Tiphereth; «Красота; Великолепие»), — в учении каббалы о происхождении миров шестая из 10 объективных эманаций (прямые лучи божественного света) мироздания — так называемых «сфирот» или «сефирот» (мн.ч. от «сефира»), также «цифр» или «сфер», — первых излучений Божественной Сущности, которые в своей совокупности образуют космос.
Мыслимые как члены одного целого, сефироты образуют форму совершенного существа — первоначального человека (Адам-Кадмон). Для большей наглядности каббалисты указывают соответствие отдельных сефирот с наружными частями человеческого тела: Тифе́рет — это грудь Адам-Кадмона.

## Триада «душевного мира»
Мужской принцип Хе́сед («Милость») и женский принцип Гвура́ («Суд») — вместе производят новый принцип Тифе́рет («Красота»).

Понятия «Милость» и «Суд» не следует, однако, понимать буквально, а как символическое обозначение для развёртывания и самоограничения воли; сумма обоих — нравственный миропорядок — является в виде «Красоты» (Тифе́рет).
Триада Хе́сед («Милость»), Гвура́ («Суд») и Тифе́рет («Красота») по своему существу носит этический характер и представляет собой так называемый «душевный мир», или, по терминологии позднейших каббалистов, «чувствуемый мир» (ивр. עולם מורגש‎).